# Іван Алонсо
Іван Алонсо (ісп. Iván Alonso, нар. 10 квітня 1979, Монтевідео) — уругвайський футболіст, фланговий півзахисник, нападник клубу «Рівер Плейт».
Виступав, зокрема, за клуб «Насьйональ».

## Ігрова кар'єра
Народився 10 квітня 1979 року в місті Монтевідео. Вихованець футбольної школи клубу «Рівер Плейт» (Монтевідео). Дорослу футбольну кар'єру розпочав 1998 року в основній команді того ж клубу, в якій провів два сезони.
Згодом з 2000 по 2011 рік грав в Іспанії, де захищав кольори клубів «Алавес», «Реал Мурсія» та «Еспаньйол». З Алавесом доходив до фіналу Кубка УЄФА 2000/01, в якому навіть відзначився забитим голом, проте врешті-решт іспанці поступилися англійському «Ліверпулю» у додатковий час (4:5).
Проягом 2011—2012 років грав у Мексиці за «Толуку», де незмінно ставав найкращим бомбардиром місцевого чемпіонату. В Апертурі 2011 для цього йому вистачило 11 голів, а в Клаусурі 2012 року він забив 14 голів, стільки ж, скільки й еквадорець Крістіан Бенітес, найбільш забивний гравець мексиканського чемпіонату першої половини 2010-х.
2013 року вже 34-річний нападник повернувся на батьківщину, ставши гравцем клубу «Насьйональ». Відіграв за команду з Монтевідео наступні три сезони своєї ігрової кар'єри, довівши, що вік не позначився на його бомбардирському таланті — протягом 72 матчів за «Насьйональ» у чемпіонаті досвідчений нападник 25 разів вражав ворота супеників (0,69 гола за гру першості).
До складу клубу «Рівер Плейт» приєднався 2016 року. Відтоді встиг відіграти за команду з Буенос-Айреса 13 матчів в національному чемпіонаті.

## Титули і досягнення
- Чемпіон Уругваю (1):

«Насьйональ»: 2014-15
- Переможець Рекопи Південної Америки (1):

«Рівер Плейт»: 2016
- Володар Кубка Аргентини (1):

«Рівер Плейт»: 2016